# Xanthosticta luzonica
Xanthosticta luzonica är en insektsart som beskrevs av Buckton 1901. Xanthosticta luzonica ingår i släktet Xanthosticta och familjen hornstritar. Inga underarter finns listade i Catalogue of Life.